# Eltanin
Eltanin eller Gamma Draconis (γ Draconis, förkortad Gamma Dra, γ Dra), som är stjärnans Bayer-beteckning, är en ensam stjärna i södra delen av stjärnbilden Draken. Den har en magnitud 2,23, är den ljusaste stjärna i stjärnbilden och är synlig för blotta ögat. Baserat på parallaxmätning inom Hipparcosuppdraget på ca 21,1 mas, beräknas den befinna sig på ett avstånd av ca 154 ljusår (47 parsek) från solen.

## Nomenklatur
Gamma Draconis det traditionella namnet Eltanin (eller Etamin, Ettanin) som kommer från de arabiska Atinn-Tinnin "Den Stora Ormen". Namnet Rastaban användes tidigare för Gamma Draconis, och de två termerna delar ett arabiskt ursprung som betyder "orm" eller "drake".
Gamma Draconis, tillsammans med Beta Draconis, My Draconis, Ny Draconis och Xi Draconis var Al'Awāïd "Kamelstona", som senare kallades Quinque Dromedarii.
År 2016 organiserade Internationella astronomiska unionen en arbetsgrupp för stjärnnamn (WGSN) med uppgift att katalogisera och standardisera riktiga namn för stjärnor. WGSN fastställde i augusti 2016 namnet Eltanin för Gamma Draconis, vilket nu ingår i IAU:s Catalog of Star Names.

## Egenskaper
Gamma Draconis är en orange till röd jättestjärna av spektralklass K5 III Den har en massa som är 1,7 gånger solens massa, en radie som är 48 gånger solens och avger ca 470 gånger mer energi än solen från dess fotosfär vid en effektiv temperatur på 3 900 K.
Gamma Draconis kan ha en fysisk följeslagare. Om så är fallet är de två separerade med ca 1 000 AE. Magnituden hos detta objekt tyder på att det är en röd dvärgstjärna.

## Landskapsstjärnor
Gamma Draconis är även Södermanlands landskapsstjärna.